# Antiquar

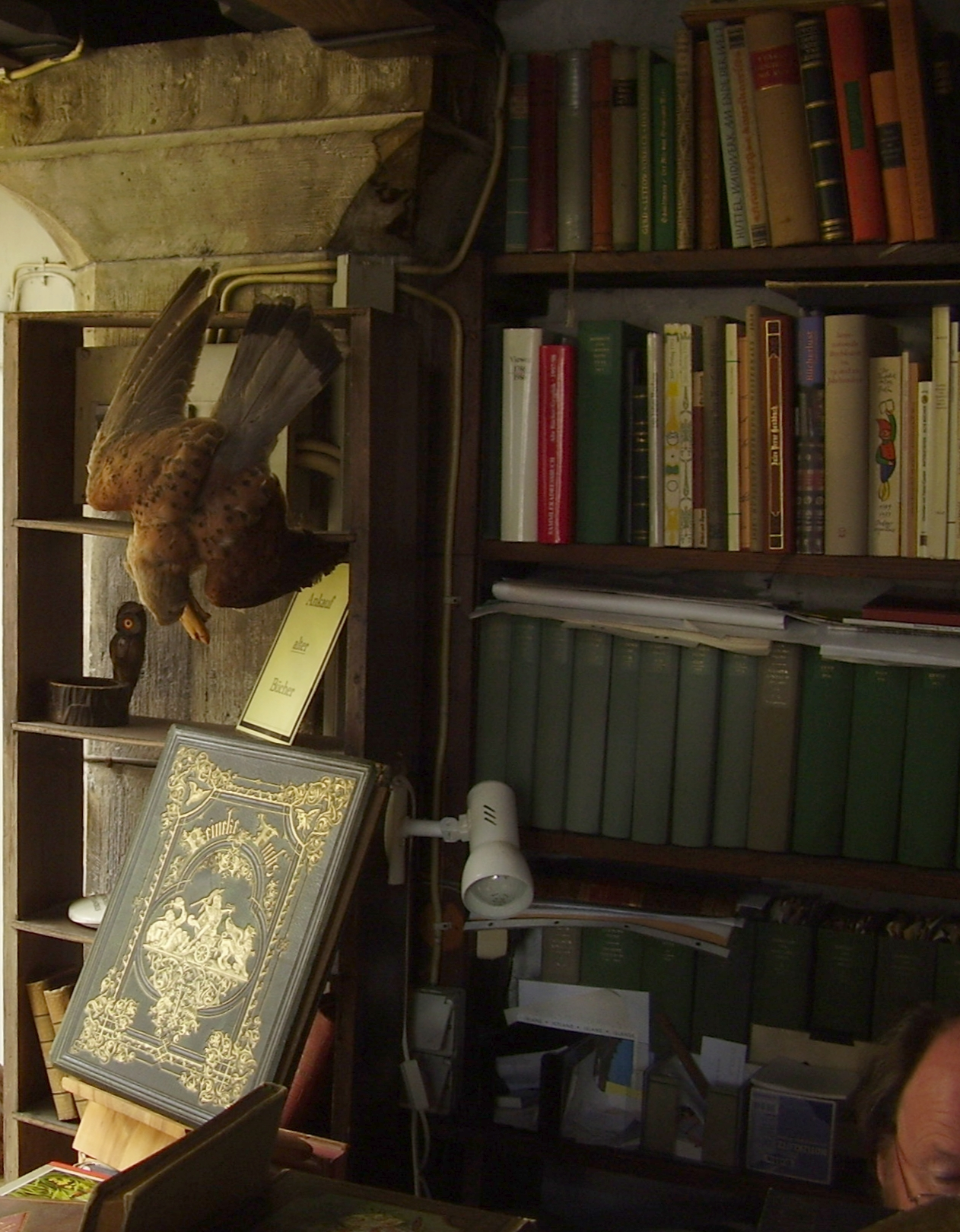
Buchangebot in Deutschlands kleinstem Antiquariat am Burgplatz in Braunschweig

Antiquar (von lateinisch antiquarius) bezeichnet im deutschen Sprachgebrauch zwei Personengruppen. Einerseits einen Buchhändler, der auf den Handel mit gebrauchten, alten, vergriffenen oder seltenen Büchern, teils auch Handschriften, Autographen, Zeitungen, Landkarten und Kunst, insbesondere Graphiken spezialisiert ist. Er betreibt selbständig ein Antiquariat oder ist dort Angestellter. Tätigkeiten des Antiquars sind die Wertermittlung eines angebotenen Buches, der Ankauf, die Verkaufspreiskalkulation, die Lagerhaltung und die Vermarktung mit dem Verkauf. Zum Kundenservice des Antiquars gehört auch die gezielte Beschaffung seltener Bücher durch Suchmeldungen an andere Antiquariate.
Der Antiquar übt eine kaufmännische Tätigkeit aus. In Deutschland ist das Antiquariat einer der drei möglichen Schwerpunkte der Ausbildung zum Buchhändler. In anderen Ländern entspricht der Begriff mehr dem Antiquitätenhändler, die Spezialisierung auf gedruckte Werke wie Bücher ist dort nicht in der Berufsausbildung geregelt. Häufig ist der Antiquar auch in Fachbuchhandlungen für wissenschaftliche bzw. geschichtliche Veröffentlichungen tätig.
Andererseits bezeichnet der Begriff Antiquar Altertumsforscher (auch Dilettante oder Bibliophile) aus der Zeit vor der Verwissenschaftlichung des Faches gegen Ende des 18. und zu Beginn des 19. Jahrhunderts, die sich vor allem mit den Realia der antiken Kulturen, insbesondere der Griechen und Römer, beschäftigten. Von diesen Antiquaren, die sich häufig eine große Bibliothek zugelegt hatten, leitet sich auch der Begriff für die modernen Buchhändler ab.

## Begriff
Antiquarius wurde bei den Römern ein Autor oder Redner genannt, der gern veraltete Ausdrücke und Redeformen (Archaismen) verwendete; im Mittelalter galt die Bezeichnung einem Abschreiber alter Bücher (besonders in Klöstern). Ab der Renaissance wurden Gelehrte, die sich mit dem Studium der Antiquitäten, d. h. alter Kunstwerke, beschäftigten, als Antiquare bezeichnet (in diesem Sinne noch heute französisch antiquaire, englisch antiquary, italienisch antiquario). Man verwendet diesen Begriff heute im Deutschen noch, um Gelehrte vor der eigentlichen Entstehung der Archäologie bzw. der Vor- und Frühgeschichte als Vertreter eines eigenen Faches zu bezeichnen.
Der Begriff bzw. die Bezeichnung als „Antiquar“ oder „Trödler“ ist in Deutschland frei, er unterliegt keinem Berufszwang, jeder der möchte, darf sich damit bezeichnen, falls eine Tätigkeit als Händler ausgeübt wird, ist ein Gewerbeschein erforderlich.
Gegen Ende des 19. Jahrhunderts wandelte sich der Begriffsgehalt vor allem in Deutschland zu einem Kaufmann, der mit älteren, gebrauchten Büchern handelt. Französische Antiquare, insbesondere Straßenbuchhändler in Paris, werden auch als Bouquinist bezeichnet. Die mehr als 200 Bouquinistes bieten entlang des Seine-Ufers an nahezu 900 Ständen etwa 300.000 Bücher an (Stand 2020).

## Geschichte

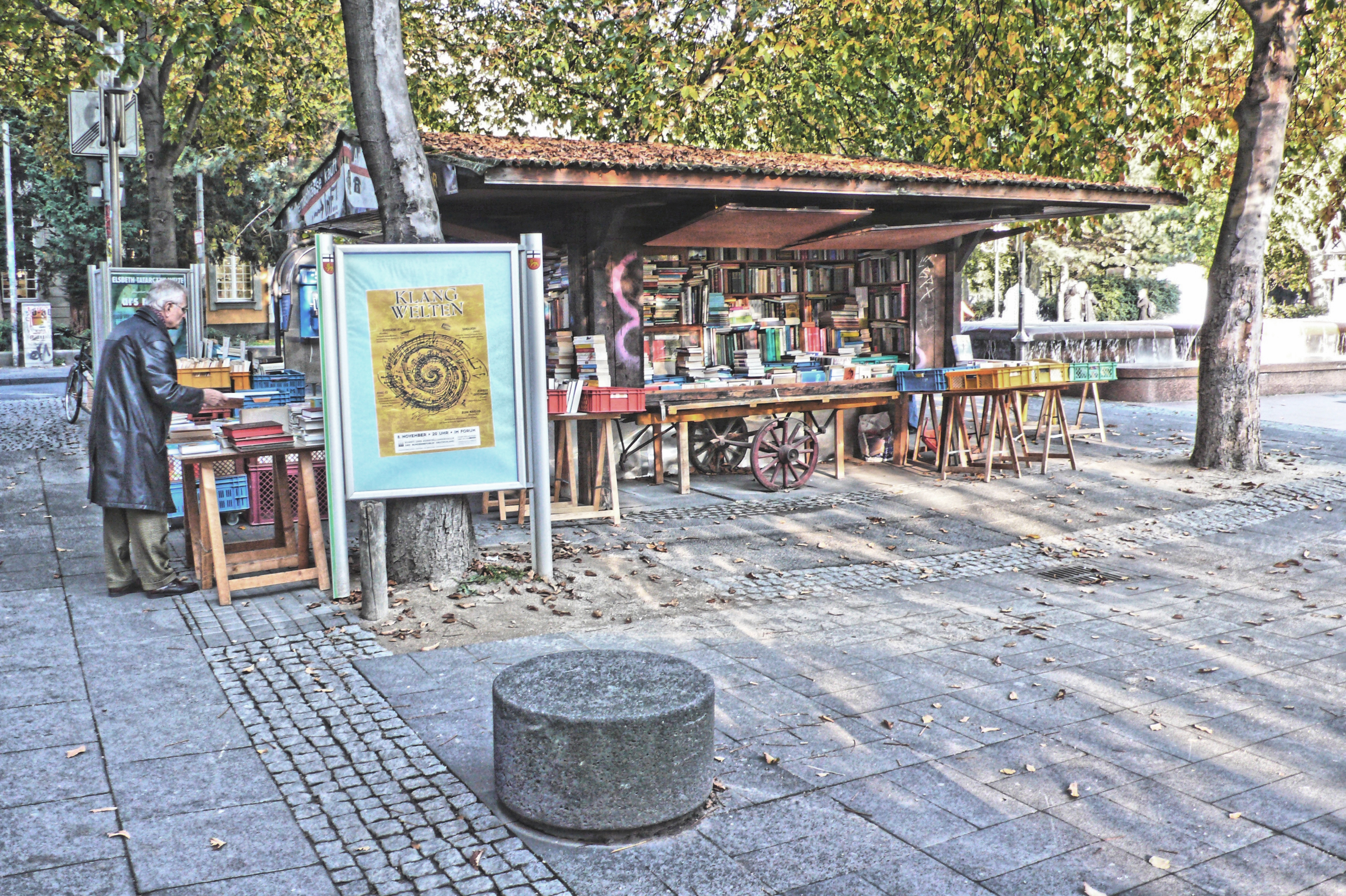
Bouquinist (Ambulantes Antiquariat) auf dem Kaiserplatz in Bonn

Das Antiquargeschäft hat sich teilweise aus dem Buchhandel entwickelt und beschäftigt sich mit dem An- und Verkauf größerer und kleinerer Bibliotheken und älterer gebrauchter, namentlich wissenschaftlicher, aber auch illustrierter Werke. Ein anderer Entwicklungszweig ist das Geschäft mit Antiquitäten, vor allem wenn diese aus der Auflösung und wirtschaftlichen Verwertung von Nachlässen stammen, zu denen oft auch Sammlungen von Büchern gehören.
Die Hauptmittel des Vertriebs waren und sind
- nach Fachgebieten geordnete Verkaufslisten und -kataloge, welche nicht selten mit wichtigen und interessanten bibliographischen Bemerkungen und Illustrationen versehen sind, und
- öffentliche Bücherauktionen, in denen jedes einzelne Werk nach den darüber ausgegebenen Katalogen dem Meistbietenden zugeschlagen wird.

1906 schlossen sich Antiquare auf den Britischen Inseln zur Antiquarian Booksellers Association zusammen. Im Jahre 1959 wurde das Zentralantiquariat der DDR gegründet, das sich auch mit dem Nachdruck seltener Bücher befasste. Das Nachfolgeunternehmen Zentralantiquariat Leipzig betreibt gegenwärtig in Dresden das größte Ladenantiquariat in Deutschland.
Dem eigentlichen Antiquariatshandel nicht angehörig, hat sich ab den 1970er Jahren das vielfach mit dem Sortimentsbuchhandel verbundene so genannte moderne Antiquariat ausgebildet. Seine Aufgabe besteht darin, Restvorräte, ältere Auflagen und größere Partien einzelner Werke zu erwerben und solche zu niedrigen Preisen dem Publikum zu verkaufen.
Mit dem Aufkommen des World Wide Web in den 1990er Jahren hat sich der Anteil des Versandhandels im Antiquariat vergrößert. Kunden können im Internet nicht nur die Angebote einzelner Antiquare wahrnehmen, sondern auch anbieterübergreifend auf so genannten Antiquariatsplattformen wie ZVAB, AbeBooks oder antiquariat.de nach gebrauchten Büchern suchen. Weitere größere Plattformen für Gebrauchtbücher im Netz sind eBay und amazon.com und booklooker, bei denen auch Privatpersonen als Anbieter auftreten.

## Bedeutung für die Wissenschaft
Durch das Sammeln und Aufbewahren sowie den Ankauf von Dubletten und „veralteten“ Werken sichern die Antiquare (früher auch abwertend als Güsel- oder Lumpensammler bezeichnet) Bücher und Papiere, die sonst dem Unverstand, der Gleichgültigkeit oder dem Unvermögen der zuständigen Personen oder Institutionen ausgeliefert und dem Verfall oder Vernichtung anheimfallen, für die Forschung. So sind für viele Wissenschaftler die Erstausgaben von Veröffentlichungen von großer Bedeutung. Durch das Aufbereiten, Sichten, Kollationieren, Restaurieren, und vor allem die Logistik, Lagerhaltung und den Transport können unschätzbare Werte, seltene und rare Handschriften, Autographen, manchmal ganze Bibliotheken und Sammlungen erhalten werden. Unterstützung erhalten sie zumeist von privaten Mäzenen und Bibliophilen.
Die Qualität von Antiquariaten zeichnet sich dadurch aus, dass für die Rettung und Erhaltung wertvoller Buchbestände und der Erforschung der Buchgeschichte gearbeitet wird. Es entspricht nicht dem beruflichen Selbstverständnis eines Antiquars, dass erhaltenswerte Sammlungen undokumentiert auseinandergenommen, (insbesondere illuminierte) Handschriften und wertvolle Bücher zerlegt und die Einzelteile verkauft oder historische Besitzvermerke beseitigt werden. Durch die Fortschritte in der Drucktechnik ist es heute möglich, von einzelnen Büchern und auch von ganzen Bibliotheken bedeutender Persönlichkeiten der Geschichte Faksimileausgaben herzustellen, so dass auf diese Weise eine Dokumentation stattfindet.

## Fachverbände
Auswahl:
- International League of Antiquarian Booksellers – ILAB[4]
- Verband Deutscher Antiquare e. V. – VDA[5]
- Genossenschaft der Internet-Antiquare e.G.[6]
- Verband der Antiquare Österreichs – VAÖ[7]
- Verband Schweizerischer Antiquare & Kunsthändler – VSAK[8]
- Vereinigung der Buchantiquare und Kupferstichhändler in der Schweiz – VEBUKU[9]
- Antiquarian Booksellers Association of America – ABAA (USA)[10]
- Antiquarian Booksellers' Association (Großbritannien)[11]
- Syndicat National de la Librairie Ancienne et Moderne – SLAM(Frankreich)[12]
- Associazione Librai Antiquari d'Italia – ALAI[13]

## Bekannte Antiquare
- Fidelis Butsch
- Albert Cohn
- Leo Liepmannssohn
- J.A. Stargardt,
- Otto Harrassowitz
- Ludwig Rosenthal (Antiquar)
- Bernard Quaritch,
- Henry Sotheran
- Heribert Tenschert
- Franz Deuticke
- Hans Peter Kraus
- Otto Vollbehr